# La Presa Este (Tijuana)
La Delegación Presa Este es una demarcación territorial y administrativa del municipio de Tijuana, en Baja California, México, ubicada al sur del municipio. Es la delegación más extensa en cuanto a territorio. Está compuesta principalmente por zonas habitacionales e industriales. 

## Historia

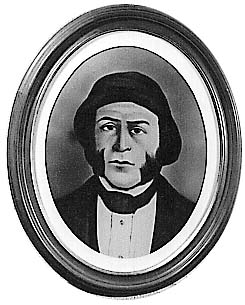
Juan María Marrón fue dueño del Rancho Cueros de Venado, cuyo actual nombre es Fraccionamiento Hacienda Los Venados

En el siglo XIX existieron en lo que ahora es la delegación, algunos ranchos como: Rancho Cueros de Venado en 1835, también Matanuco, en lo que ahora es El Refugio; y Mesa Redonda, que da nombre a la elevación que se ubica al sur de la delegación. En Cueros de Venado está el panteón más antiguo de la ciudad, con lápidas que datan desde 1876. Una de las primeras familias de la zona son la familia Gilbert, de la cual aun existe un rancho en la zona.
El cañón donde está asentada la presa tenía por nombre, en los años 1920s, Cañón García. Aunque originalmente fue conocida como Presa García, el nombre de Presa Abelardo L. Rodríguez. En 1933, el presidente L. Rodríguez facultó a la Comisión Nacional de Irrigación para finiquitar los trabajos de construcción.
La urbanización de la zona comenzó hacia finales del siglo XX y principios de la década de los 2000s, aunque ya había un número de habitantes en zonas como el Ejido Maclovio Rojas, Cañada Verde, entre otros. 
Su nombre deriva de la delegación La Presa A.L.R., a la cual pertenecía hasta el 30 de noviembre de 2013, fecha en que se divide en dos, la zona rural y la zona suburbana de Tijuana. La presa que daba nombre a ambas demarcaciones terminó siendo parte de la demarcación Presa Este y adquirió casi todo el territorio delegacional, el llamado centro poblacional, dejando al resto del municipio como una zona rural.
Actualmente es la delegación con mayor población, la que mayor desigualdad social sufre y a la vez, la de mayor crecimiento por la cantidad de personas que llegan a Tijuana, constituyéndose colonias formales y otras, mediante invasiones. Algunos ranchos que formaron parte de lo que ahora es la delegación, se convirtieron en fraccionamientos o centros comerciales, cómo el caso del Rancho Matanuco, que estuvo ubicada donde ahora es Plaza Sendero.

## Paisaje urbano
| Noroeste: Otay Centenario, Cerro Colorado, La Mesa | Norte: San Diego        | Nordeste: San Diego         |
| Oeste: La Presa                                    |                         | Este: Tecate                |
| Suroeste: Rosarito                                 | Sur: Zona rural Tijuana | Sureste: Zona rural Tijuana |

### Barrios o colonias
La delegación se ha visto incrementada por la cantidad de personas que habitan y llegan a la delegación buscando hogar. Entre las delegaciones y fraccionamientos se encuentran: Villa del Prado, La Presa García, Villa del Campo, El Refugio, Natura, Hacienda Las Delicias, El Florido, La Morita, El Niño, entre otros.

### Lugares de interés
- Parque Recreativo y Deportivo Cerro de las Abejas
- Parque Esperanto
- Parque Industrial El Florido
- Parque Kumiai
- Rancho Casián
- Museo Comunitario del Vaquero de Baja California
- Rancho La Herradura
- Presa Abelardo L. Rodríguez
- Autódromo Tijuana
- UABC Campus Valle de las Palmas
- Lienzo Charro El Fronterizo
- Rancho El Carrizo
- Paraíso Azteca
- Ruta del Maíz
- Cerro de las Abejas
- Rancho Macías[5]

### Edificios o monumentos
- Instituto de Movilidad
- Escultura de Sirenas
- Iglesia Católica San Juan Evangelista

### Centros comerciales
- Plaza Sendero
- Plaza Oasis
- Plaza Las Fuentes
- Plaza Paseo 2000

### Salud
- Clínica No. 18 IMSS
- Hospital General Zona Este